# Марш за наші життя

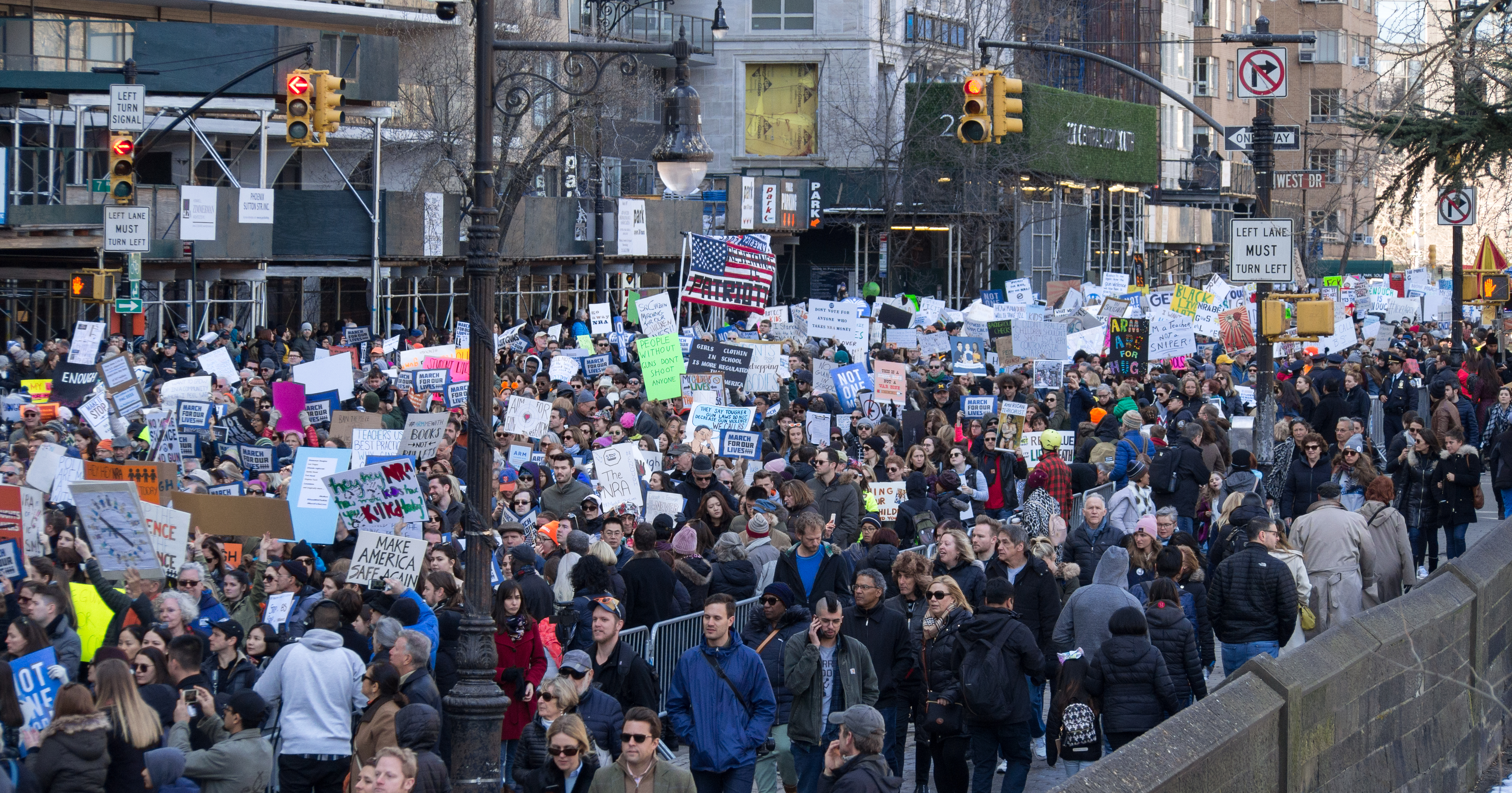
Демонстрація у Нью-Йорку

Марш за наші життя (англ. March for Our Lives) — демонстрація і загальнонаціональна акція 24 березня 2018 року у Вашингтоні, округ Колумбія, проведена студентами на підтримку більш жорсткого контролю над стрілецькою зброєю. Аналогічні марші та демонстрації відбулись у сотнях міст США, країнах Європи, Африки, Азії та Австралії.
Організаторами протестної акції виступили учні школи Марджорі Стоунман Дуглас (Marjory Stoneman Douglas) у Паркленді, штат Флорида, де 14 лютого 2018 року внаслідок стрілянини, влаштованої одним із колишніх учнів, загинули 17 людей.
Учасники протестів вимагають заборони вільного продажу багатозарядної та штурмової зброї, посилення контролю у цій сфері. Попри широку громадську підтримку, федеральна влада та Конгрес США не відповіли на вимоги школярів з Флориди.
У США щорічно в середньому 10 шкіл стають місцями вбивств із застосуванням гвинтівок і пістолетів.